# Lukovo (Boljevac)
Pour les articles homonymes, voir Lukovo.
Lukovo (en serbe cyrillique : Луково) est un village de Serbie situé dans la municipalité de Boljevac, district de Zaječar. Au recensement de 2011, il comptait 567 habitants.
À proximité du village de Lukovo se trouve le monastère orthodoxe serbe de Lapušnja, dont l'église, dédiée à Saint Nicolas, a été construite en 1501.

## Démographie

### Évolution historique de la population
| 1948  | 1953  | 1961  | 1971  | 1981  | 1991  | 2002 | 2011 |
| ----- | ----- | ----- | ----- | ----- | ----- | ---- | ---- |
| 1 617 | 1 468 | 1 343 | 1 421 | 1 488 | 1 386 | 704  | 567  |

|  |